# Doggystyle
Ne doit pas être confondu avec Snoop Dogg's Doggystyle.
Albums de Snoop Doggy Dogg
Tha Doggfather
(1996)
Singles
1. Who Am I (What's My Name)?
Sortie : 30 octobre 1993
2. Gin and Juice
Sortie : 15 janvier 1994
3. Doggy Dogg World
Sortie : 26 juin 1994
4. Murder Was the Case
Sortie : 11 octobre 1994

Doggystyle est le premier album studio de Snoop Doggy Dogg, sorti le 23 novembre 1993 chez Death Row Records et Interscope Records. 
Le titre de l'album est une référence à son nom de scène, Snoop Doggy Dogg, mais « Doggy Style » désigne, en argot américain, la position de la levrette.
Cet album est celui de la consécration pour Snoop, qui avait réussi une percée dans le monde du hip-hop, avec ses contributions remarquées dans The Chronic de Dr. Dre, publié un an avant, en 1992. Cette notoriété permit à Doggystyle de devenir le premier album rap de l'histoire à entrer à la première place du Billboard 200. Doggystyle est resté au sommet du Billboard 200 pendant trois semaines et s'est également classé 1er au Top R&B/Hip-Hop Albums. Selon SoundScan, l'album s'est vendu à 5 millions d'exemplaires (mars 2005) et obtient la 30e place en ce qui concerne les ventes sur la première semaine avec 803 000 albums vendus. Il a été certifié quadruple disque de platine par la Recording Industry Association of America (RIAA) le 31 mai 1994.
Who Am I (What's My Name)? est le premier single extrait de l'album, atteignant la huitième position du Billboard Hot 100 aux États-Unis, tout comme Gin and Juice, qui a été nommé pour un Grammy Award en 1995.

## Liste des titres
| No  | Titre                                                                                          | Contient un (des) sample(s) de | Durée |
| --- | ---------------------------------------------------------------------------------------------- | --- | ----- |
| 1.  | Bathtub (featuring Warren G)                                                                   | The Shalimar des Last Poets Give Me Your Love (Love Song) de Curtis Mayfield | 1:50  |
| 2.  | G Funk Intro (featuring The Lady of Rage, Dr. Dre et George Clinton)                           | | 2:24  |
| 3.  | Gin and Juice (featuring Dat Nigga Daz)                                                        | I Get Lifted de George McCrae Watching You de Slave 6 in the Mornin' d'Ice-T Bitches Ain't Shit de Dr. Dre, Jewell, The Lady of Rage et Kurupt featuring Daz Dillinger et Snoop Dogg | 3:31  |
| 4.  | Tha Shiznit                                                                                    | The Stranger de Billy Joel | 4:03  |
| 5.  | Lodi Dodi (featuring Nanci Fletcher)                                                           | | 4:24  |
| 6.  | Murder Was the Case (DeathAfterVisualizingEternity) (featuring Dat Nigga Daz & Nanci Fletcher) | Fried Neckbones de Santana Lil' Ghetto Boy de Dr. Dre featuring Snoop Dogg et Daz Dillinger Indo Smoke de Mista Grimm featuring Warren G | 3:38  |
| 7.  | Serial Killa (featuring D.O.C., RBX and Tha Dogg Pound)                                        | Funky Worm des Ohio Players Criminal Minded des Boogie Down Productions Moshitup de Just-Ice featuring KRS-One A Who Seh Me Dun de Cutty Ranks | 3:35  |
| 8.  | Who Am I (What's My Name)? (featuring Jewell, Dr. Dre et Tony Green)                           | Pack of Lies des Counts P. Funk (Wants to Get Funked Up) de Parliament Give Up the Funk (Tear the Roof Off the Sucker) de Parliament (Not Just) Knee Deep de Funkadelic Atomic Dog de George Clinton Rat-Tat-Tat-Tat de Dr. Dre Deeez Nuuuts de Dr. Dre et Snoop Dogg featuring Daz Dillinger, Nate Dogg et Warren G One Eight Seven deDr. Dre featuring Snoop Dogg | 4:06  |
| 9.  | For All My Niggaz & Bitches (featuring Tha Dogg Pound et The Lady of Rage)                     | Niggas Don't Give a Fuck de Tha Dogg Pound featuring Snoop Dogg | 4:42  |
| 10. | Ain't No Fun (If the Homies Can't Have None) (featuring Nate Dogg, Warren G et Kurupt)         | Think (About It) de Lyn Collins A Few More Kisses to Go d'Isaac Hayes Indo Smoke de Mista Grimm featuring Warren G | 4:07  |
| 11. | Doggy Dogg World (featuring Tha Dogg Pound et The Dramatics)                                   | Summer Madness de Kool & The Gang If It Ain't One Thing...It's Another de Richard « Dimples » Fields | 5:05  |
| 12. | Gz and Hustlas (featuring Nanci Fletcher)                                                      | Haboglabotribin' de Bernard Wright Nuthin' but a 'G' Thang de Dr. Dre featuring Snoop Dogg | 3:51  |
| 13. | Pump Pump (featuring Lil' Malik)                                                               | The Day the Nigger Took Over de Dr. Dre featuring Daz Dillinger, RBX et Snoop Dogg Ready for Dem de Naughty by Nature featuring Heavy D | 3:42  |